# Barking at Airplanes
Barking at Airplanes è il nono album discografico in studio della cantante Kim Carnes, pubblicato nel 1985.

## Tracce
1. Crazy in the Night – 3:35 (Kim Carnes)
2. One Kiss – 3:32 (Kim Carnes, Bill Cuomo, M. Paul)
3. Begging for Favors (Learning How Things Work) – 4:52 (Kim Carnes, Dave Ellingson)
4. He Makes the Sun Rise (Orpheus) – 4:28 (Kim Carnes, Bill Cuomo, Chas Sandford)
5. Bon Voyage – 4:44 (Kim Carnes, Craig Krampf)
6. Don't Pick Up the Phone (Pick Up the Phone) – 4:19 (Kim Carnes, Bill Cuomo)
7. Rough Edges – 4:44 (Kim Carnes, Dave Ellingson)
8. Abadabadango – 3:58 (Kim Carnes, Dave Ellingson, Duane Hitchings)
9. Touch and Go – 4:48 (Clive Gregson)
10. Oliver (Voice on the Radio) – 3:46 (Kim Carnes)